# Goux-les-Dole
Goux-les-Dole of kortweg Goux was een gemeente (1793-1973) in het Franse departement Jura. Sinds 1974 is de plaats deel van de stad Dole, hoofdplaats van Jura en in de middeleeuwen hoofdstad van het vrijgraafschap Bourgondië.

## Geschiedenis
Op 1 januari 1974 ging Goux op in de gemeente Dole in een fusion-association. Dit hield in dat Goux als commune associée nog enige mate van zelfstandigheid behield. Op 1 januari 2014 werd deze status aangepast naar die van commune déléguée van de gemeente Dole.

## Romeinse villa
Goux is bekend omwille van de resten van een grote Romeinse villa. De bouwfasen liepen van de eerste eeuw tot de derde eeuw. In de villa bestonden de vloeren uit mozaïek en marmer. De villa bezat meerdere waterbekkens en een fontein; resten van een waterbekken bestaan heden nog. Na verovering door de Bourgondiërs werden de stenen gebruikt om een kalkoven te bouwen. De diameter van de kalkoven bedroeg vier meter. De kalkoven werd nog gebruikt tot in de vijfde eeuw. 
In de middeleeuwen werd het Romeinse landgoed ingericht als kerkhof voor het dorp. Nog later bouwde de dorpspastoor de pastorij aan het kerkhof. 
Van 1982 tot 1985 onderzochten archeologen van de universiteit van Besançon de site van Goux. De onderzoeksgroep stond onder leiding van Michel Mangin. Zij stelden vast dat in het lararium van de villa een christelijke cultus moet plaatsgevonden hebben. Daar waar in de Romeinse tijd de pater familias een eredienst hield in het lararium, namen christenen deze plaats in. Het gebouwtje werd hiertoe herbouwd tijdens het Late Keizerrijk.

## Bezienswaardigheden
Naast de Romeinse resten staat in Goux het voormalige landhuis van de edelman Charles de Dortan, alsook de dorpskerk Saint-Fiacre.

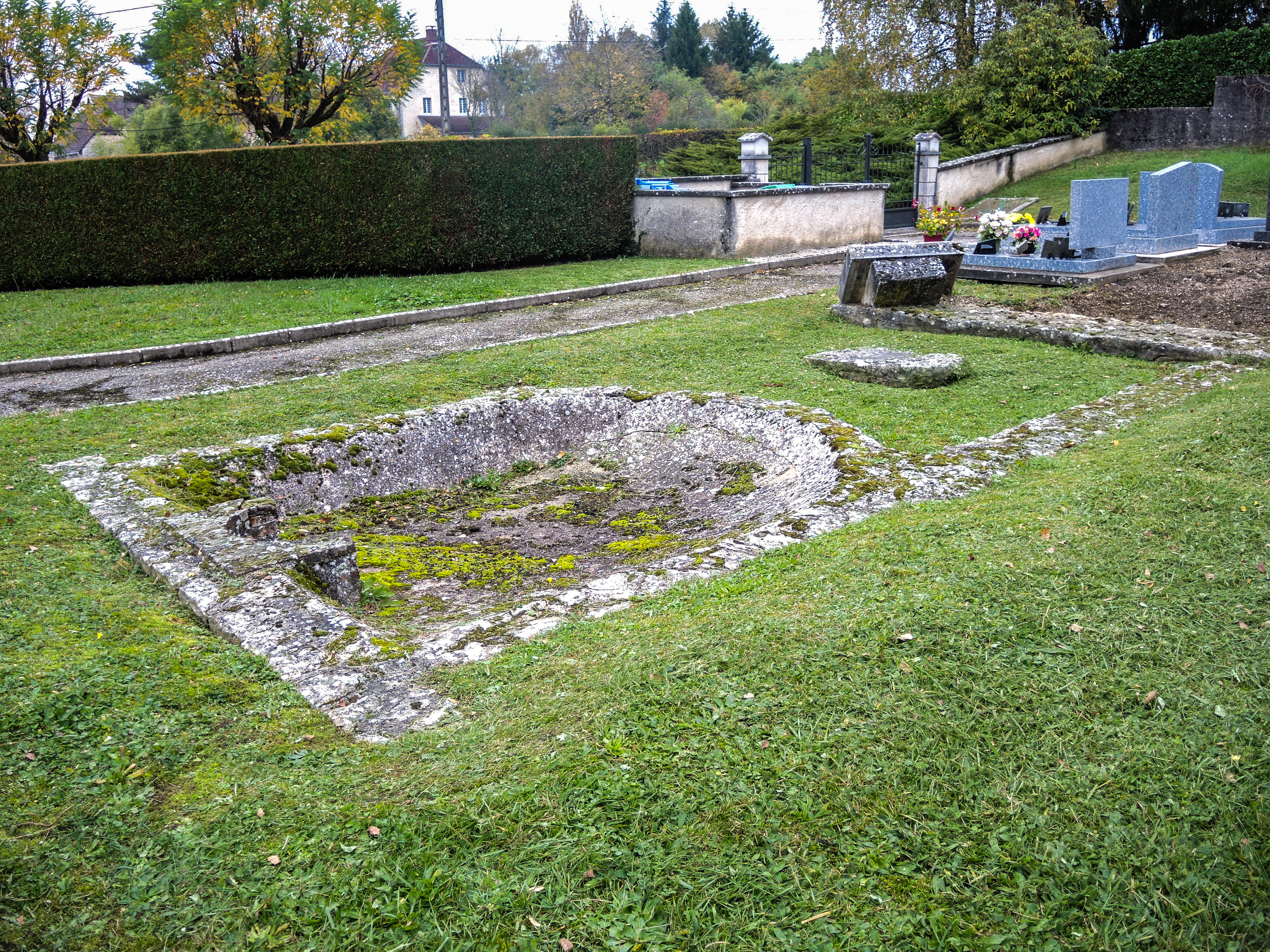
Resten van Romeins waterbekken
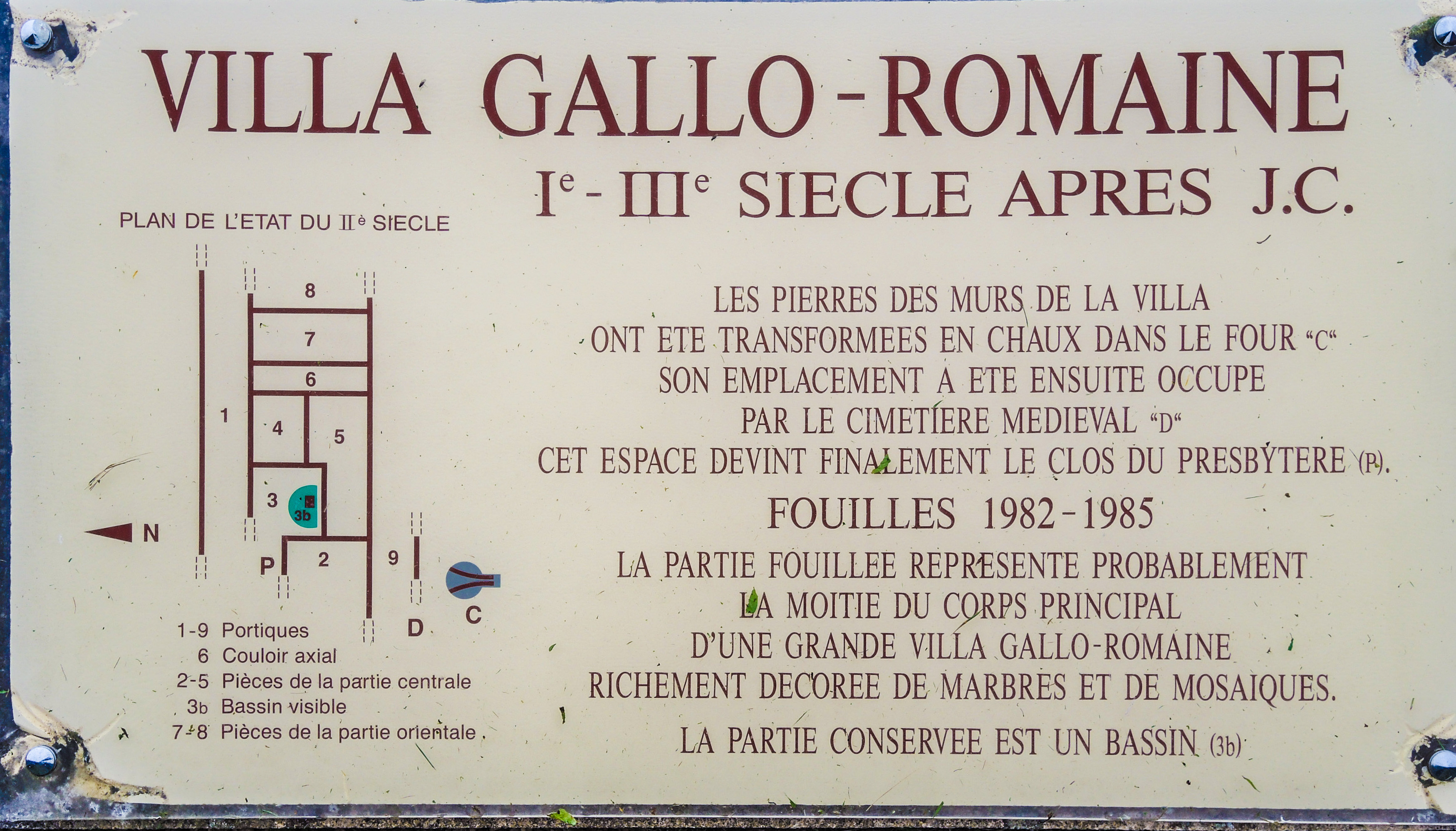
Gedenkplaat voor de archeologen 1982-1985
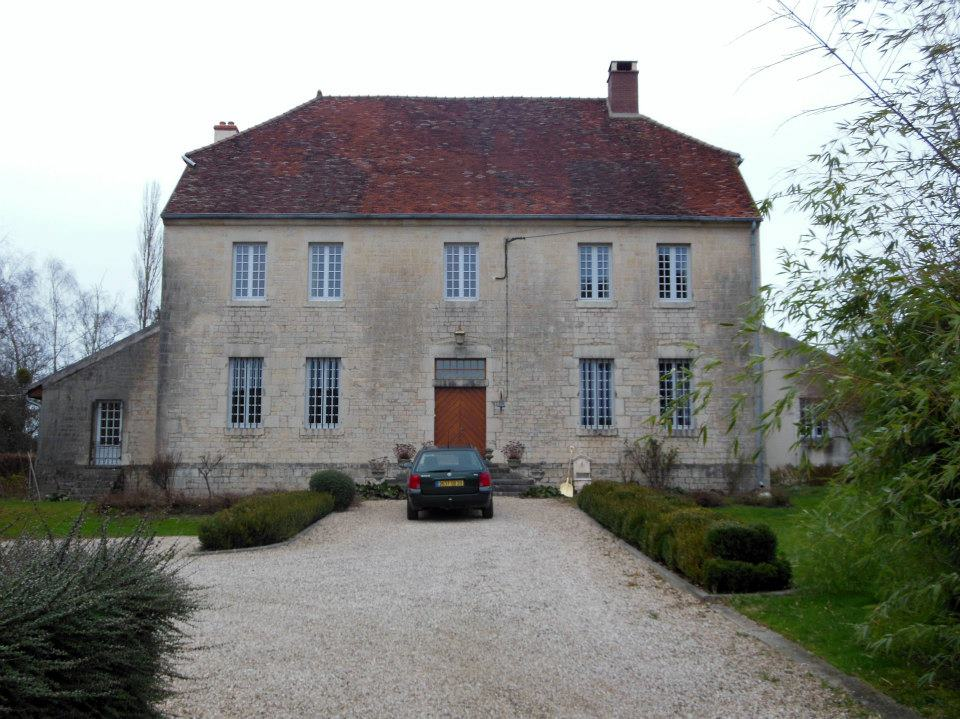
Landhuis van Charles de Dortan